# 鶴田村 (大阪府)
鶴田村（つるたむら）は、かつて大阪府にあった村である。現在の堺市西区上、草部、原田、菱木、山田および南区稲葉、高尾におおむね該当する。
村名は村西部にある行基造営のため池のひとつ「鶴田池」に由来する。なお、現在の堺市西区鶴田町はかつての踞尾村の新興町であり、当村とは関係ない。

## 歴史
- 1889年（明治22年）4月1日、大鳥郡上村[1]、草部村、原田村、菱木村が合併して、大鳥郡鶴田村が発足。大字草部に村役場を設置。
- 1896年（明治29年）4月1日、泉北郡が成立。
- 1935年（昭和10年）2月11日、泉北郡北上神村と合併して、泉北郡福泉町となる。

## 交通

### 道路
- 熊野街道（小栗街道）
- 父鬼街道